# Ezra Klein
Ezra Klein, född 9 maj 1984, är en amerikansk politisk bloggare och liberal kolumnist. Han är känd genom sitt arbete som bloggare och kolumnist för The Washington Post, Bloomberg News och MSNBC. Utöver det har han även varit redaktör och bloggare för det politiska magasinet The American Prospect.. Då han arbetade för The Washington Post drev han bloggen "Wonkblog" där han bland annat diskuterade hälsovård och budgetpolitik.

## Utmärkelser
2010 utnämndes han till årets bloggare av magasinet The Week och The Sidney Hillman Foundation. Tidskriften Time nämndes som en av de 25 bästa finansiella bloggarna 2011. 2011 var hans blogg dessutom den mest lästa av The Washington Posts bloggar. och magasinet GQ rankade honom som en av de 50 mäktigaste (eller mest inflytelserika) personerna i Washington D.C. 2013 fick han ett journalistpris av Online News Association.